# Glumsø Sogn
Glumsø Sogn 
ist eine Kirchspielsgemeinde (dän.: Sogn)
auf der Insel Sjælland im südlichen Dänemark.
Bis 1970 gehörte sie zur Harde Tybjerg Herred im damaligen Præstø Amt, danach zur Suså Kommune im Storstrøms Amt, die im Zuge der  Kommunalreform zum 1. Januar 2007 in der Næstved Kommune in der Region Sjælland aufgegangen ist.
Im Kirchspiel leben 2438 Einwohner, davon 2114 im Kirchdorf (Stand: 1. Januar 2023).
Im Kirchspiel liegt die Kirche „Glumsø Kirke“.
Nachbargemeinden sind im Norden Tyvelse Sogn, im Nordosten Sandby Sogn, im Südosten Herlufmagle Sogn, im Süden Skelby Sogn, im Südwesten Bavelse Sogn und im Nordwesten Næsby Sogn.